# (278645) Kontsevych
(278645) Kontsevych est un astéroïde de la ceinture principale.

## Description
(278645) Kontsevych est un astéroïde de la ceinture principale. Il fut découvert le 4 septembre 2008 à Androuchivka par l'observatoire astronomique d'Androuchivka. Il présente une orbite caractérisée par un demi-grand axe de 2,39 UA, une excentricité de 0,19 et une inclinaison de 0,9° par rapport à l'écliptique.